# Minoïsche chronologie
De Minoïsche chronologie is een poging tot datering van de gebeurtenissen, heersers en dynastieën uit de Minoïsche beschaving. De eerste chronologie werd opgesteld door archeoloog Evans. Zijn onderbouwingen worden tegenwoordig niet meer aangehangen, maar zijn raamwerk is nog steeds veelgebruikt.
Evans baseerde zijn chronologie op de later foutief gebleken Egyptische chronologie van Meyer uit 1904. Evans verdeelde Vroeg-Minoïsch (VM, of EM naar Early Minoan), Midden-Minoïsch (MM) en Laat-Minoïsch (LM). Deze perioden hadden weer onderverdelingen, gebaseerd op verschillen in de stijl van het aardewerk.
Platon vermeed de term Minoïsch en baseerde zijn onderverdeling op de architectonische verschillen van de paleizen. Hij zag daarbij vier hoofdperiodes: prepalatiaal, protopalatiaal, neopalatiaal en postpalatiaal.
Problematisch bij deze indelingen is dat het een unilineaire vorm van culturele evolutie suggereert voor alle nederzettingen op Kreta. Onderlinge verschillen van stijl van aardewerk, architectuur van paleizen en bestuursvorm komen niet tot uiting in de diverse chronologieën.
| Periode (v.Chr.)      | Evans       | Egyptische dynastie volgens Evans | Warren en Hankey      | Manning                                                                                | Paleisperiode      |             |
| --------------------- | ----------- | --------------------------------- | --------------------- | -------------------------------------------------------------------------------------- | ------------------ | ----------- |
| VM I                  | 3400 – 2800 | Voor IV                           | 3650/3500 - 3000/2900 | 3100/3000 - 2700/2650                                                                  | Vroeg-prepalatiaal | 3000 - 2200 |
| VM II                 | 2800 – 2400 | IV - VI                           | 2900 - 2300/2150      | (2700) - 2650 (VM IB/ VM IIA) 2650 - 2450/2350 (VM IIA) 2450/2350 - 2200/2150 (VM IIB) | Vroeg-prepalatiaal | 3000 - 2200 |
| VM III                | 2400 – 2100 | VI - IX                           | 2300/2150 - 2160/2025 | 2200/2150 - 2050/2000                                                                  | Laat-prepalatiaal  | 2200 - 1900 |
| MM IA                 | 2100 - 1900 | X - XII                           | 2160/1979 - 20e eeuw  | 2050/2000 - 1925/1900                                                                  | Laat-prepalatiaal  | 2200 - 1900 |
| MM IB                 | 2100 - 1900 | X - XII                           | 19e eeuw              | 1925/1900 - 1900/1875                                                                  | Protopalatiaal     | 1900 - 1750 |
| MM II                 | 1900 -1700  | XII - XIII                        | 19e eeuw - 1700/1650  | 1900/1875 - 1750/1720                                                                  | Protopalatiaal     | 1900 - 1750 |
| MM IIIA               | 1700 - 1580 | XIV - XVII                        | 1700/1650 - 1640/1630 | 1750/1720 - 1700/1680 (MM IIIA (-B))                                                   | Neopalatiaal       | 1750 - 1490 |
| MM IIIB               | 1700 - 1580 | XIV - XVII                        | 1640/1630 - 1600      | 1700/1680 - 1675/1650 (MM IIIB/ LM IA)                                                 | Neopalatiaal       | 1750 - 1490 |
| LM IA                 | 1580 - 1450 | XVIII                             | 1600/1580 - 1480      | 1675/1650 - 1600/1550                                                                  | Neopalatiaal       | 1750 - 1490 |
| Minoïsche uitbarsting | 1580 - 1450 | XVIII                             | 1550 - 1530           | ca. 1628                                                                               | Neopalatiaal       | 1750 - 1490 |
| LM IB                 | 1580 - 1450 | XVIII                             | 1480 - 1425           | 1600/1550 - 1490/1470                                                                  | Neopalatiaal       | 1750 - 1490 |
| LM II                 | 1450 - 1400 |                                   | 1425 - 1390           | 1490/1470 - 1435/1405                                                                  | Einde palatiaal    | 1490 - 1360 |
| LM IIIA1              | 1400 - 1200 | 1390 - 1370/60                    | 1435/1405 - 1390/1370 |                                                                                        | Einde palatiaal    | 1490 - 1360 |
| LM IIIA2              | 1400 - 1200 | 1370/60 - 1340/30                 | 1390/1370 - 1360/1325 | Postpalatiaal                                                                          | 1360 - 1200        |             |
| LM IIIB               | 1400 - 1200 | 1340/30 - 1190 +-                 | 1360/1325 - 1200/1190 | Postpalatiaal                                                                          | 1360 - 1200        |             |
| LM IIIC               | 1400 - 1200 | 1190+ - 1070+-                    |                       |                                                                                        | 1200 - 1100        |             |